# کارلو گالتی (بازیکن فوتبال)
کارلو گالتی (به ایتالیایی: Carlo Galletti) بازیکن فوتبال اهل ایتالیا است که از سال ۱۹۱۳ میلادی عضو تیم ملی فوتبال ایتالیا بوده و در ۱ بازی ملی حضور داشته‌است. او در بازی‌های ملی‌اش گلی به ثمر نرساند.
کارلو گالتی آخرین بازی ملی خود را در سال ۱۹۱۳ میلادی انجام داد.